# Haliporus thetis
Haliporus thetis is een tienpotigensoort uit de familie van de Solenoceridae. De wetenschappelijke naam van de soort is voor het eerst geldig gepubliceerd in 1893 door Faxon.